# Phlogophora chlorophragma
Phlogophora chlorophragma là một loài bướm đêm trong họ Noctuidae.